# Breedsporig bladvlieskelkje
Het breedsporig bladvlieskelkje (Hymenoscyphus sparsus) is een schimmel behorend tot de familie Helotiaceae. Het leeft saprotroof op afgevallen bladeren (bladstelen en nerven) van diverse loofbomen van tamme kastanje (Castanea sativa), Fagus en eiken (Quercus).

## Kenmerken
De apothecia zijn witachtig, kort gesteeld en meten 0,5-2 mm in diameter.
De asci meten 105-120  x10-11 µm. De ascosporen zijn schoenvormig, met een dunne coating, 0(1)-septaat, met met verschillende kleine guttules aan elke pool en meten 13-18 × 4,5-5,5 µm / 15-21,5 × 4,5-6 µm. Parafysen met lichtbrekende guttules in de bovenste 15-25 µm van de top.

## Verspreiding
Het breedsporig bladvlieskelkje komt in Nederland zeer zeldzaam voor.